# Garageport

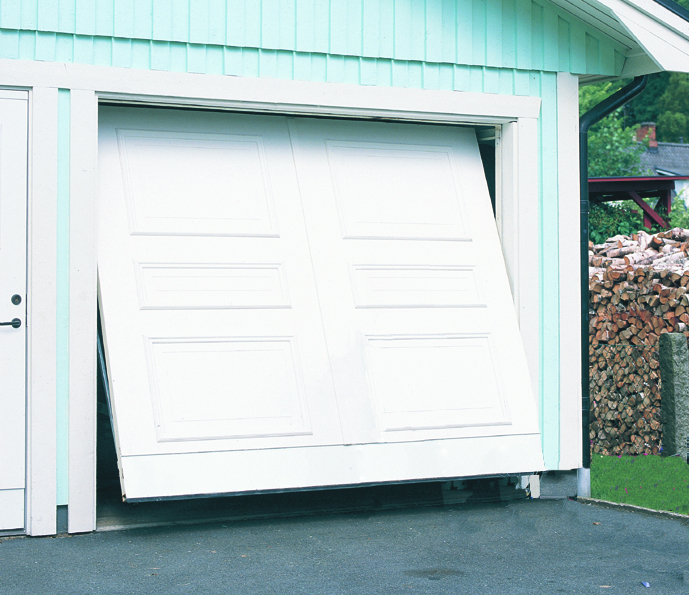
Vipport

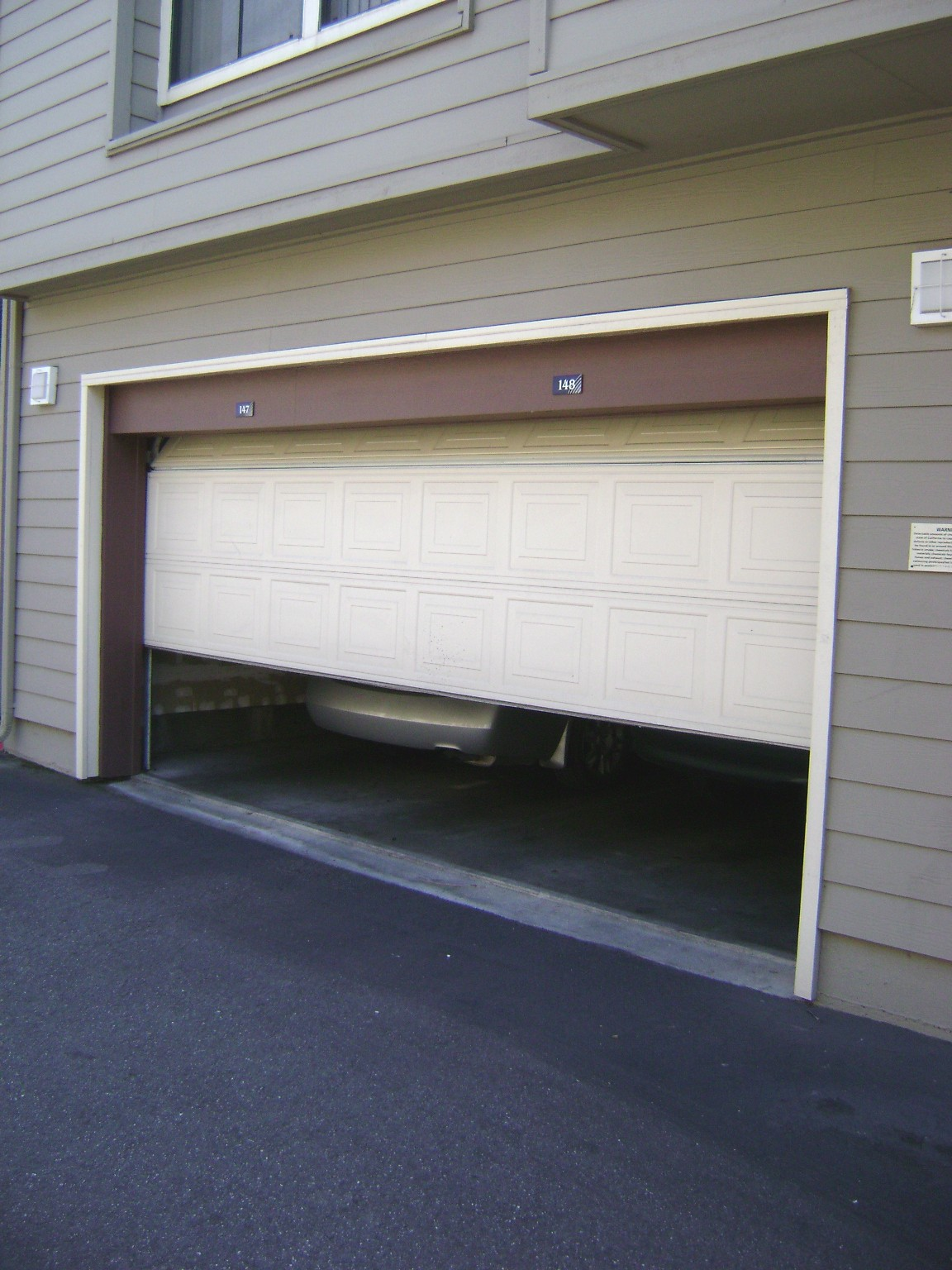
Takskjutport

Garageport är öppningsanordningen till ingången till garage och/eller förråd i hus eller i fristående byggnad. Olika typer av garageport är slagport, vipport eller takskjutport. 

## Slagport
En slagport ser ut som en stor pardörr. Två portblad sitter fast med gångjärn i karmens sidor. Den är lätt att öppna och gå in genom, eftersom man då bara behöver öppna ena portbladet. Portbladen öppnas som regel utåt och tar plats utanför huset när de öppnas.

## Vipport (vipp-port)
En vipport har ett stort dörrblad som fälls upp med hjälp av ett handtag eller med motordrift (med fjärrstyrning). Bladet sitter fast i metallarmar på sidorna och justerbara fjädrar hjälper till att dra upp portbladet. I öppet läge sticker knappt hälften av portbladet ut utanför huset och resten sticker in i huset. Det är en enkel konstruktion som håller länge. Lätt och snabb att montera. Vissa vipportar kan ha oskyddade fjädrar som ger klämrisk. 

## Takskjutport
En takskjutport består av 4-5 sammanlänkade portdelar som glider upp i taket på en skena, i likhet med ett rulljalusi. Öppnas med handtag eller med motordrift (med fjärrstyrning). Porten går rakt upp och in i garaget. Känslig för påkörning och kräver noggrann montering för att den ska kunna glida lätt på skenorna.

## Viktiga delar av en garageport
Paneler: De enskilda sektioner som utgör dörren, ofta tillverkade av material som trä, stål eller glasfiber.
Torsionssystem:
- Fjädrar: Motverkar dörrens vikt för att möjliggöra smidig drift.

- Kablar: Anslutna till fjädrarna och styr dörrens rörelse.

- Torsionsstång: Överför fjäderkraften till kablarna och dörren.

Remskivor/trummor: Hjulliknande delar som kablarna slingrar sig runt.
Hårdvara:
- Gångjärn: Gör att dörrpanelerna kan böjas när dörren öppnas/stängs.

- Konsoler: Säkrar kabel- och rullaggregaten.

- Rullar: Små hjul som löper längs skenorna.

Spår: De metallskenor som rullarna rör sig längs.
Öppnare: Den motoriserade enheten som automatiserar dörrens funktion.